# Plastic Surgery Disasters
Plastic Surgery Disasters è il secondo album in studio della Hardcore punk band statunitense Dead Kennedys, pubblicato nel 1982.

## Tracce
1. Advice From Christmas Past
2. Government Flu
3. Terminal Preppie
4. Trust Your Mechanic
5. Well Paid Scientist
6. Buzzbomb
7. Forest Fire
8. Halloween
9. Winnebago Warrior
10. Riot
11. Bleed for Me
12. I Am the Owl
13. Dead End
14. Moon Over Marin

## Formazione
- Jello Biafra – cantante, artwork
- East Bay Ray – chitarra,
- Klaus Flouride – basso, clarinetto
- D.H. Peligro – batteria
- Dave Barrett – sassofono
- Bruce Askley – sassofono
- Ninotchka – backing vocalist
- Melissa Webber – backing vocalist (nei crediti come "The Voice of Christmas Past")
- Geza X – backing vocalist
- Mark Wallner – backing vocalist
- John Cuniberti – backing vocalist